# مرفی (اکلاهما)
مرفی(به انگلیسی: Murphy) شهری در ایالت اکلاهما کشور ایالات متحده آمریکا است که جمعیت آن در سرشماری سال ۲۰۱۰ میلادی، ۲۱۹ نفر بوده‌است.